# Circolo scacchistico montecatinese Surya
Il Circolo scacchistico montecatinese Surya A.S.D. è una società scacchistica italiana ed aveva  sede a Montecatini Terme in corso Roma, 82. Ha vinto due campionati italiani a squadre nel 1998 e 1999 ..Attualmente  ha il nome Asd scacchi Montecatini. 

## Storia
Il circolo di Montecatini, dagli anni '90 al 2015, ha avuto come presidente il commercialista Rodolfo Bigagli. La ditta Surya Illuminazione, una delle principali aziende italiane nell'illuminazione per esterno, ha offerto una sponsorizzazione nel lungo periodo; dal 1995 si è affiancata la società Imperiale Congressi, costituita da una trentina di albergatori che hanno contribuito anche nell'organizzazione dei numerosi eventi scacchistici nella città.
Nel 1997 ospitarono la diciassettesima edizione della Mitropa Cup; la nazionale italiana che partecipò alla Mitropa Cup a Montecatini schierava in particolare Arlandi, che faceva parte della squadra del circolo di Montecatini, e Bellini, che farà parte anche lui della squadra di Montecatini.

## Campionato italiano a squadre
Nel 1997 è arrivato secondo, perdendo la finalissima, che si è disputata proprio a Montecatini, contro il VIMAR Marostica con il punteggio di 2,5-1,5.
Ha vinto nel 1998 e nel 1999 il Campionato italiano a squadre. In finale nazionale il 10 maggio 1998 a Bologna la squadra ha vinto contro il VIMAR Marostica, schierando Efimov in seconda scacchiera e Mariotti in terza. Ha dunque partecipato alla Coppa europea per club nel 1998 e nel 1999.
Nel 2000, nel 2001 e nel 2002 ha vinto il girone Sud del campionato italiano a squadre, qualificandosi per la finale a quattro squadre. In particolare sia nel 2001 sia nel 2002 ha perso la finale ancora contro il VIMAR Marostica, qualificandosi quindi al secondo posto.
Hanno giocato per il Surya i grandi maestri: Igor Efimov, Sergio Mariotti, Stefan Djuric, Smbat Lputian, Dmytro Komarov, Robert Zelčić e Miroljub Lazić, e i maestri internazionali Fabio Bellini,  Carlo D'Amore e Ennio Arlandi.

## Festival internazionale
La società ha organizzato fino al 2009 ogni estate un festival internazionale che si annovera fra quelli con più partecipanti in Italia. L'edizione del 2000 comprendeva, oltre ad un torneo open anche un torneo ad inviti, e fu uno dei grandi eventi scacchistici italiani di quell'anno assieme al torneo di Saint-Vincent: vi parteciparono Aleksej Širov, che nello stesso anno sfidò Anand per il titolo mondiale, Ivančuk e altri grandi maestri.